# Sinister (film)
Sinister – amerykański horror z 2012 roku w reżyserii Scotta Derricksona. Wyprodukowany przez Summit Entertainment.
Światowa premiera filmu miała miejsce 11 marca 2012 roku, natomiast w Polsce odbyła się 23 listopada 2012 roku.
Sequel filmu, Sinister 2 został wypuszczony w 2015.

## Opis fabuły
Ellison (Ethan Hawke), autor popularnych powieści kryminalnych, wykorzystuje w pracy autentyczne historie. Właśnie wprowadził się z żoną i dwojgiem dzieci do starego domu i ma nadzieję, że napisze tu kolejny bestseller. Znajduje inspirację, kiedy odkrywa na strychu projektor i pudło filmów. Okazuje się, że to zapis brutalnych zbrodni. Z ręki nieznanego mordercy giną poprzedni mieszkańcy domu Ellisona. Pisarz zaczyna prowadzić własne śledztwo.

## Obsada
- Ethan Hawke jako Ellison Oswalt
- Juliet Rylance jako Tracy Oswalt
- Clare Foley jako Ashley Oswalt
- Michael Hall D'Addario jako Trevor Oswalt
- Fred Thompson jako szeryf